# Paniegekko madjo
Paniegekko madjo is een hagedis die behoort tot de gekko's en de familie Diplodactylidae.

## Naam en indeling
De wetenschappelijke naam van de soort werd voor het eerst voorgesteld door Aaron Matthew Bauer, Julia P. G. Jones en Ross Allen Sadlier in 2000. De soort behoorde lange tijd tot het geslacht Bavayia, waardoor de verouderde wetenschappelijke naam in de literatuur wordt gebruikt. De soort werd door Aaron Matthew Bauer, Todd R. Jackman, Ross Allen Sadlier en Anthony Hume Whitaker in 2012 aan het geslacht Paniegekko toegewezen en is tegenwoordig de enige vertegenwoordiger van deze monotypische groep.
De geslachtsnaam Paniegekko betekent vrij vertaald 'gekko van Panié' en slaat op een deel van het verspreidingsgebied, Mont Panié. De soortaanduiding madjo is in de lokale Djahoue-taal het woord dat gebruikt wordt om een kleine gekko aan te duiden.

## Uiterlijke kenmerken
De lichaamslengte is ongeveer 7,5 centimeter exclusief de dunne staart die altijd langer is dan het lichaam. De gekko heeft een relatief grote kop, de huid heeft aan de bovenzijde een korrelige structuur. De lichaamskleur is bruin met een zigzag-tekening, de buikzijde is lichtgrijs.

## Verspreiding en habitat
De soort komt voor in delen van Oceanië en leeft endemisch in Nieuw-Caledonië. De habitat bestaat uit vochtige tropische en subtropische bergbossen. De soort is aangetroffen op een hoogte van minstens 850 meter boven zeeniveau.

## Beschermingsstatus
Door de internationale natuurbeschermingsorganisatie IUCN is de beschermingsstatus 'bedreigd' toegewezen (Endangered of EN).